# 日義村
日義村（ひよしむら）は、長野県木曽郡にあった村である。

## 地理
木曽川の上流部に位置し、村の西部を北東から南西に流れている。木曽川に沿うように中山道が通り、３６番目の宿場である宮ノ越宿が置かれていた。比較的緩傾斜地が多く、中央アルプス木曽駒ヶ岳の裾野に広がる標高1,000ｍ前後の扇状地の木曽駒高原にはゴルフ場を有し、中京地域の企業や会社の保養所などが多く存在する。 

### 隣接していた自治体
- 伊那市
- 塩尻市
- 木曽郡 木曽福島町、木祖村
- 上伊那郡 宮田村

## 歴史

### 村名の由来
木曾義仲が平家討伐の旗挙げを行った地であることから、朝「日」将軍木曾「義」仲にちなんで「日義村」と命名。

### 沿革
- 1874年（明治7年）11月7日 - 筑摩県筑摩郡原野村及び宮ノ越村が合併して、日義村が発足する。
- 1876年（明治9年）8月21日 - 長野県の所属となる。
- 1878年（明治11年）1月4日 - 郡区町村編制法の施行により、西筑摩郡の所属となる。
- 1889年（明治22年）4月1日 - 町村制の施行により、日義村の区域をもって、日義村が発足する。
- 1968年（昭和43年）5月1日 - 西筑摩郡が名称を変更して、木曽郡となる。
- 2005年（平成17年）11月1日 - 木曽福島町、開田村、日義村及び三岳村が合併して、木曽町が発足する。

### 主な出来事
- 1910年（明治43年）- 中央本線の敷設工事は、東は東京、西は名古屋を起点として進められ、日義村宮ノ越で接続した。

- 1933年（昭和8年） - 二・四事件が表面化。日義小学校の教員が検挙される[1]。

- 1982年（昭和57年）- 木曽義仲公800年祭が開催された。

## 寺院
- 徳音寺
- 林昌寺

## 交通

### 鉄道
中央本線
原野駅、宮ノ越駅

### 道路
- 国道19号
- 国道361号

## 出身有名人
- 木曾義仲 - 平安時代の武将。源頼朝の従兄弟。
- 中原兼遠 - 平安時代の武将。木曾義仲に仕えた。木曽四天王の一人。
- 巴御前 - 平安時代の女武将。中原兼遠の娘。
- 征矢野三羽-明治３年木曽駒高原を開拓した人